# Алешино (городской округ Семёновский)
Але́шино — деревня в городском округе Семёновский. Входит в состав Тарасихинского сельсовета.

## Описание
Расположена в 10 км от административного центра сельсовета — Посёлка станции Тарасиха и 50 км от областного центра — Нижнего Новгорода. Севернее находится Садоводческое товарищество «Алешино»
| 2002 | 2010 |
| ---- | ---- |
| 16   | ↘9   |

Национальный состав
Согласно результатам переписи 2002 года, в национальной структуре населения русские составляли  94% из 16 человек.

## География
Деревня расположена на правом берегу реки Шанец.